# Montloué
 Montloué  es una población y comuna francesa, en la región de Picardía, departamento de Aisne, en el distrito de Laon y cantón de Rozoy-sur-Serre.

## Demografía
| 405 | 478 | 480 | 555 | 556 | 569 | 570 | 588 | 614 | 612 | 606 | 592 | 596 | 582 | 556 | 521 | 470 | 451 | 427 | 386 | 342 | 326 | 327 | 304 | 342 | 300 | 267 | 273 | 233 | 185 | 196 | 189 | 165 |
| Para los censos de 1962 a 1999 la población legal corresponde a la población sin duplicidades (Fuente: INSEE [Consultar]) |     |     |     |     |     |     |     |     |     |     |     |     |     |     |     |     |     |     |     |     |     |     |     |     |     |     |     |     |     |     |     |     |